# Ladón

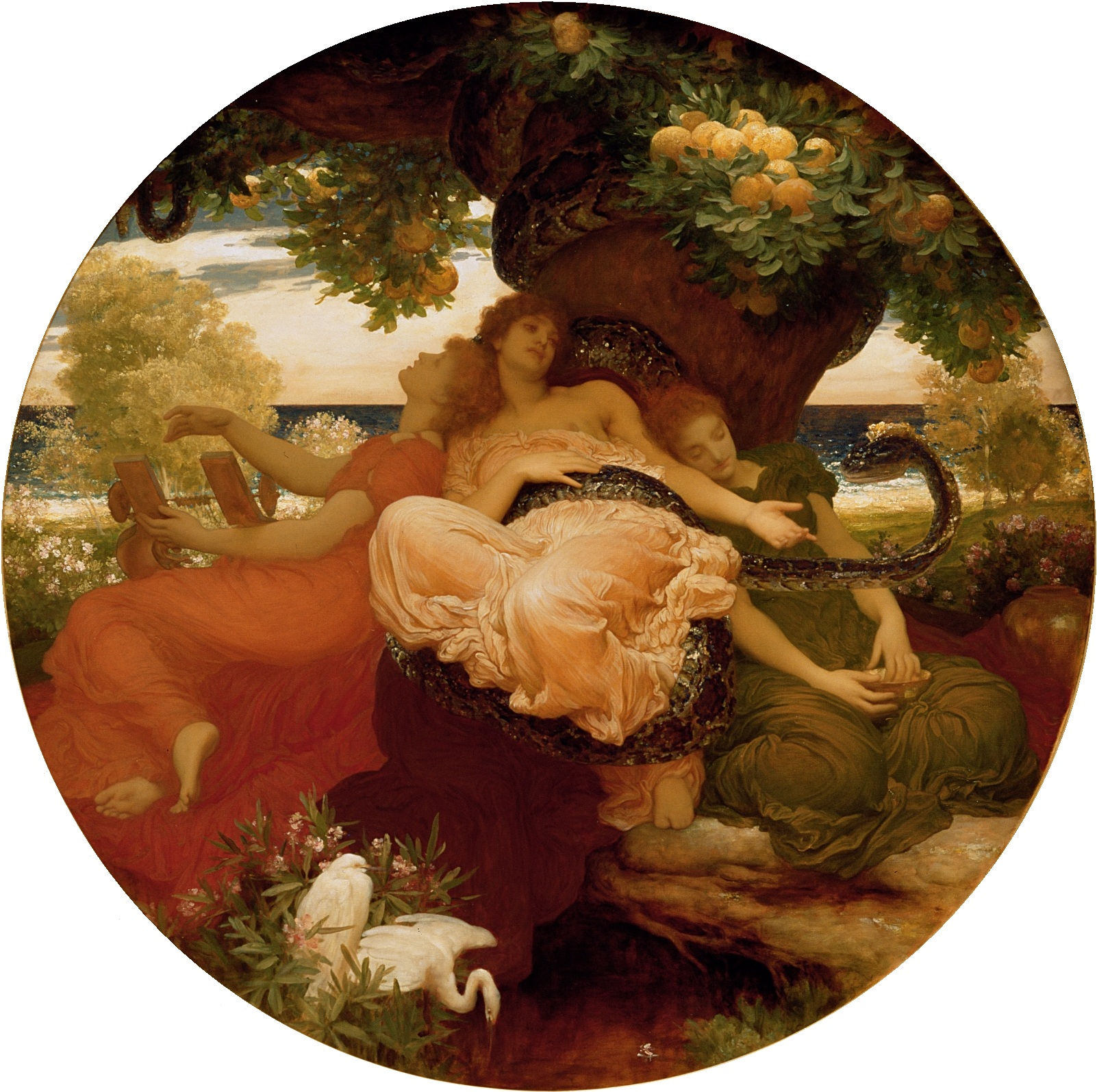
Az aranyalmák kertjében a Heszperiszekkel

Ladón (görögül: Λάδων) sárkány a görög mitológiában.

## Története
Szülei Phorküsz és Kétó, nemét tekintve hím. Apollodórosz szerint Tüphón és Ekhidna gyermeke, százfejű, halhatatlan sárkány. Iszonyú erővel rendelkezett és sosem hunyta le a szemét. Ezen tulajdonságaiért bízták rá az istenek a heszperiszek gondozta aranyalmák őrzését. Erejével halandó ember nem vetekedhetett. Erre még Héraklész sem vállalkozott. Amikor tizenkettedik küldetéseként szereznie kellett egy aranyalmát, Atlasz segítségével jutott hozzá. (A titán hozta el számára, míg Héraklész tartotta helyette az égboltot.) Egyes késői Héraklész-interpretációkban a sárkányt Héraklész nyila ölte meg.
Egy lánya volt, Metopé, aki Aszóposz folyamisten felesége lett.